# Igor Cavalera
Igor Cavalera (Belo Horizonte, 4 de septiembre de 1970) es un músico brasileño, miembro fundador de Sepultura, junto con su hermano Max Cavalera. Además de dedicarse al Thrash metal, Igor es amante de la música hip hop, formando parte del dúo de DJ's Mixhell junto con su pareja Laima Leyton.
Igor y Max fundaron Sepultura cuando Igor contaba con sólo 13 años de edad, encargándose de la batería. Es el responsable del sonido tribal de la banda en discos como Roots o Chaos A.D., en donde aparecen instrumentos típicos de la cultura musical brasileña.
Cuando Max abandona la banda, la relación entre los dos hermanos entra en crisis, ya que fue igor quien despidió a su propio hermano del grupo. Sin embargo, dicha relación ha mejorado a lo largo de los años, lo que propició que Max dijese que podría ser posible una reunión de los hermanos en Sepultura. Igor se unió en 2006 a la banda de su hermano, Soulfly, durante su gira en ese año, después de diez años sin tocar juntos.
En enero de 2006, Igor abandona la banda temporalmente debido a su cuarta paternidad, aunque su ruptura definitiva con la banda sería en junio de dicho año debido a "diferencias artísticas".
Igor Cavalera está actualmente trabajando en un nuevo proyecto con su hermano Max, llamado Cavalera Conspiracy, con los cuales sacaron su primer álbum el 24 de marzo de 2008.
- Datos: Q201459
- Multimedia: Igor Cavalera / Q201459